# 전기공사공제조합
전기공사공제조합(電氣工事共濟組合, Electric Contractor's Financial Cooperative)은 조합원에게 필요한 보증과 자금의 융자 및 자재의 구매알선 등을 하게 함으로써 공사업계의 건전한 발전을 도모하고 조합원의 자주적인 경제활동과 경제적 지위향상을 꾀하여 국민경제의 균형있는 발전에 기여하기 위하여 설립된 법정단체이다. 서울특별시 강남구 논현동 19-7에 위치하고 있다.

## 설립 근거
- 전기공사공제조합법 제1조[1]

## 연혁
- 1982년 11월 전기공사공제조합법 제정공포 (법률 제3570호)
- 1983년 5월 전기공사공제조합법시행령 제정공포 (대통령령 제11130호)
- 1983년 6월 전기공사공제조합정관 제정 인가
- 1983년 8월 초대 김영신 이사장 선출 (창립총회)
- 1983년 10월 설립등기(영업부-북부지점)
- 1984년 9월 대구, 전남지점 개설
- 1985년 9월 부산, 충남지점 개설
- 1986년 7월 제2대 김영신 이사장 재선출
- 1988년 10월 경기지점 개설
- 1989년 2월 제3대 김철수 이사장 선출
- 1990년 5월 전북, 경남지점 개설
- 1991년 7월 춘천, 청주, 인천지점 개설
- 1991년 8월 제주, 서울남부지점 개설
- 1992년 2월 제4대 김철수 이사장 재선출
- 1993년 7월 강릉, 목포, 포항, 울산출장소 개설
- 1994년 7월 예산, 순천, 안동출장소 개설
- 1995년 2월 제5대 최현수 이사장 선출
- 1995년 7월 조합회관 준공
- 1997년 8월 울산출장소 ㅡ> 울산지점 승격
- 1998년 2월 제6대 최종윤 이사장 선출
- 2001년 2월 제7대 남병주 이사장 선출
- 2003년 7월 진주출장소 개설
- 2003년 10월 서울서부지점 개설, 신CI 선포
- 2004년 2월 제8대 남병주 이사장 남병주 재선출
- 2005년 7월 재단법인 전기공사공제조합장학회 설립
- 2006년 5월 의정부지점 개설
- 2007년 7월 서울동부지점 개설
- 2007년 2월 제9대 강이원 이사장 선출
- 2008년 6월 근로자재해공제사업 실시
- 2009년 6월 영업배상공제사업 실시
- 2010년 2월 제10대 오두석 이사장 선출
- 2010년 4월 단체상해공제사업 실시
- 2011년 4월 상조회사 엘비라이(주) 설립
- 2013년 2월 제11대 오두석 이사장 연임
- 2014년 12월 공사손해공제사업 실시
- 2015년 7월 홍성지점 개설
- 2016년 2월 제12대 김성관 이사장 선출
- 2016년 9월 국제신용평가 A-등급 획득
- 2016년 11월 ISO9001:2015인증 획득
- 2016년 11월 서울지점 개설(서울동부, 중부, 서부, 남부지점 통합)
- 2016년 11월 글로벌스탠더드 혁신경영대상 수상
- 2017년 10월 ISO10002:2014인증 획득
- 2017년 10월 글로벌스탠더드 혁신경영대상 2년 연속 수상
- 2018년 10월 한국생산성본부 회장 표창 수상
- 2019년 2월 제13대 김성관 이사장 연임
- 2019년 12월 나주출장소 개설(목포, 순천, 진주출장소 폐쇄)
- 2022년 2월 제14대 백남길 이사장 취임

## 조직

### 이사회
- 이사장
  - 부이사장
  - 상근감사 (준법관리인)
    - 감사실

##### 기획이사
- 기획조정실
- 경영지원실
- 회계팀
- 법무팀
- 자산관리팀

##### 업무이사
- 영업지원실
- 채권관리실
- 금융사업실
- 공제사업팀
- 리스크전략팀
- 정보화팀

## 지점
- 서울지점
- 부산지점
- 대구지점
  - 포항출장소
  - 안동출장소
- 인천지점
- 광주지점
- 나주지점
- 대전지점
- 울산지점
- 수원지점
- 의정부지점
- 춘천지점
  - 강릉출장소
- 청주지점
- 홍성지점
- 전주지점
- 창원지점
- 제주지점

## 같이 보기
- 한국전기안전공사
- 한국전기공사협회
- 한국전기연구원
- 건설근로자공제회
- 경찰공제회
- 과학기술인공제회
- 군인공제회
- 대한소방공제회
- 대한지방행정공제회
- 어린이집안전공제회
- 한국교직원공제회
- 한국사회복지공제회
- 한국지방재정공제회
- 건설공제조합
- 대한건설폐기물공제조합
- 대한설비건설공제조합
- 소프트웨어공제조합
- 엔지니어링공제조합
- 정보통신공제조합